# Cookie (revista)
Cookie es una revista japonesa de manga shōjo publicada por Shūeisha. En 2008 cada tirada era de unos 175.000 ejemplares, pero con el tiempo la difusión fue decayendo. En 2015, por ejemplo, las tiradas eran de 56.000 ejemplares.
El comité editorial de Ribon publicó la revista Ribon Teens en 1996, cuyo título cambiaría a Cookie. Los números 1 y 2 de Cookie fueron publicados en 1999 y 2000.
Con el tiempo, el comité editorial de Bouquet se convirtió en el comité editorial de Cookie, de modo tal que el actual redactor jefe de Cookie es el ex redactor jefe de Ribon. Este cambio se notó desde mayo de 2000, cuando la revista se volvió mensual.

## Mangaka y series manga publicados en Cookie
- Ano Ko to Issho
- Clover
- Honey Bitter
- Kisekae Yuka-chan
- Nana
- Tokimeki Midnight